# Şıxlar (ort i Azerbajdzjan, Goranboj)
Şıxlar är en ort i Azerbajdzjan.   Den ligger i distriktet Goranboj, i den centrala delen av landet, 270 km väster om huvudstaden Baku. Şıxlar ligger 141 meter över havet och antalet invånare är 253.
Terrängen runt Şıxlar är platt. Närmaste större samhälle är Goranboy, 14,0 km sydost om Şıxlar.
Trakten runt Şıxlar består till största delen av jordbruksmark. Runt Şıxlar är det ganska tätbefolkat, med 67 invånare per kvadratkilometer.